# 10è Cos Aeri (Alemanya)
El 10è Cos Aeri' (alemany: X. Fliegerkorps) va ser una formació de la Luftwaffe alemanya durant la Segona Guerra Mundial, especialitzada en operacions costaneres. Es va formar el 2 d'octubre de 1939 a Hamburg a partir de la 10. Flieger-Division.

## Historial operatiu
El generalleutnant Hans Ferdinand Geisler va ser posat al comandament de la recentment formada Flieger-Division el 3 de setembre de 1939, amb seu a Blankenese. Inicialment la seva força eren els bombarders Heinkel 111 del Kampfgeschwader 26. A la divisió de Geisler se li van assignar els nous bombarders Junkers Ju 88 que encara estaven posant en servei amb el Kampfgeschwader 25, el 7 de setembre aquest va ser redesignat Kampfgeschwader 30.
El Cos va estar estacionat al nord d'Alemanya el febrer de 1940 quan alguns dels seus avions es van veure implicats en un desastrós incident de foc amic que va posar fi a l'operació Wikinger de la Kriegsmarine.
A principis de 1941, el X. Fliegerkorps va ser traslladat de Noruega a Sicília per donar suport a la formació de l'Afrika Korps a Líbia. El 12 de gener de 1941, tenia 80 bombarders Ju 88A-4 d'avions de reconeixement LG 1 i 12 Ju 88D-5 a Catània, 80 bombarders en picat Ju 87R-1 ("Stuka") del StG 1 i del StG 2 a Trapani, 27 torpediners He 111H-6 del KG 26 a Comiso i 34 caces Bf 110C-4 del ZG 26 a Palerm. Va ser destacat en l'esforç de l'eix per suprimir la interferència de la Royal Navy amb les rutes de subministrament des d'Itàlia reduint l'eficàcia de Malta com a base avançada. El 10 i l'11 de gener de 1941, els avions X. Fliegerkorps van enfonsar el HMS Southampton i van fer malbé l'HMS Illustrious durant l'operació Excés. Els caces Bf 109E-7 del JG 26 i del JG 27 es van unir a l'ofensiva a Malta durant febrer i març de 1941.
El cos va ser traslladat fora de Sicília l'abril de 1941 per a la invasió de Iugoslàvia i Grècia. Els hidroavons van substituir els caces i els bombarders en picat mentre el Cos estava estacionat a Grècia . La força el 10 de maig de 1942 era de 74 Ju 88 a Eleusis i Heraklion, 25 He 111 a Kalamaki, i 53 He 60c, Fokker T.VIII and Bv 138C-1 a Skaramagas i Kavalla. El Cos va ser crucial per assegurar la superioritat aèria i la victòria alemanya durant la campanya del Dodecanès de 1943. El Cos va ser rebatejat com a Kommandierender General der Deutschen Luftwaffe a Griechenland (general comandant de la Luftwaffe alemanya a Grècia) el març de 1944 i es va dissoldre el 5 de setembre de 1944 amb la retirada de les forces alemanyes del país.

## Unitats subordinades
- Abril de 1940 (Noruega) :
  - Kampfgeschwader 4
  - Kampfgeschwader 26
  - Kampfgeschwader 30
  - Kampfgeschwader 40
  - Sturzkampfgeschwader 1
  - Zerstörergeschwader 76
  - Jagdgeschwader 77
  - 1. (F)/Aufklärungsgruppe 120
  - 1. (F)/Aufklärungsgruppe 122
  - Fernaufklärungsstaffel ObdL
  - Küstenfliegergruppe 506
  - Kampfgeschwader z.b.V. 1
  - Kampfgeschwader z.b.V. 108
- Agost de 1940 (Anglaterra) :
  - 1. (F)/Aufklärungsgruppe 121
  - Kampfgeschwader 26
  - Kampfgeschwader 30
  - Zerstörergeschwader 76
  - Jagdgeschwader 77
  - Küstenfliegergruppe 506
- Març de 1943 (Mediterrània) :
  - 2. (F)/Aufklärungsgruppe 123
  - 2. (See)/Aufklärungsgruppe 125
  - 3. (See)/Aufklärungsgruppe 126
  - Kampfgeschwader 100
  - Lehrgeschwader 1
  - Jagdgeschwader 27
- Gener de 1944 (Mediterrània) :
  - Fernaufklärungsgruppe 4
  - Aufklärungsgruppe 126
  - Zerstörergeschwader 26
- Juliol de 1944 (Normandia) :
  - Nahaufklärungsgruppe 13
  - Kampfgeschwader 100
  - Nachtschlachtgruppe 2

## Oficials comandants

### Comandant general
- General der Flieger Hans Geisler, 2 d'octubre de 1939 – 31 d'agost de 1942
- General der Flieger Bernhard Kühl (en funcions), 3 de juny de 1940 – 20 de setembre de 1940
- General der Flieger Otto Hoffmann von Waldau, 31 d'agost de 1942 – 31 de desembre de 1942
- Generalleutnant Alexander Holle, 1 de gener de 1943 – 22 de maig de 1943
- General der Flieger Martin Fiebig, 22 de maig de 1943 – 1 de setembre de 1944

### Cap d'estat major
- Oberstleutnant Martin Harlinghausen, 1 de novembre de 1939 – 31 de març de 1941
- Generalleutnant Ulrich Kessler (en funcions), 25 d'abril de 1940 – 21 de maig de 1940
- Generalleutnant Günther Korten, 1 d'abril de 1941 – març de 1942
- Oberst Sigismund Freiherr von Falkenhausen, 1 d'abril de 1942 - març de 1943
- Major Eckard Christian, 8 març de 1943 – 2 de juny de 1943
- Generalmajor Walter Boenicke, juny de 1943 – 6 de gener de 1944